# Reträtten
Reträtten är ett område som är beläget 4,5 km söder om Örebro centrum, vid en förkastningsbrant söder om staden. Området ligger norr om vägen Glomman och söder om Gustavsviks golfbana.
Området var från början en del av Södra Kungsladugårdens utmark. Södra Kungsladugården låg ungefär där Gustavsviks camping ligger idag. Drottning Kristina överlät i mitten av 1600-talet nyttjanderätten till Örebro stad, och det kom därefter att nyttjas av stadens innevånare.

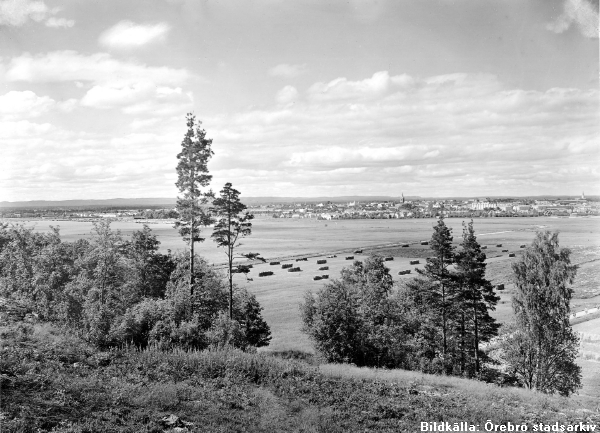
Bild från Sörbybacken, på förkastningsbranten strax intill Reträtten. Örebro med Nikolaikyrkan i bakgrunden.

## Egendomen Reträtten
Reträtten fick sitt namn av krigsrådet  Anders Peter Andersson (1767-1825), som under tjänstgöring i svensk-franska kriget 1805-1810 tjänat ihop en förmögenhet. Efter hemkomsten från kriget byggde han en bostad åt sig och sin maka på sluttningen söder om Örebro. Andersson var under åren 1815-21 verksam som regementsskrivare vid Närkes regemente. Han innehade även en bostad vid Järntorget, och Reträtten var troligen därför avsedd som sommarbostad. Huset brann ner i samband med en skogsbrand 1826, men platsen har sedan dess varit förknippad med namnet.

## Naturreservatet Reträtten
Naturreservatet Reträtten bildades 2010, och utgörs av 26,4 hektar mark. Inom området finns många naturmiljöer på en liten yta. Grunden är en varierad blandskog, med inslag av ädla lövträd som ek. Det finns kulturlämningar i form av odlingsrösen och stengärdesgårdar som vittnar om ett äldre kulturlandskap. Bland arter som har hittats i naturreservatet kan nämnas trolldruva, brudborste, rödblära, stinksyska, vintergröna, stor ormrot och skogslind. Ett rikt stignät löper genom området.